# Hoplitis loti
Hoplitis loti is een vliesvleugelig insect uit de familie Megachilidae. De wetenschappelijke naam van de soort is voor het eerst geldig gepubliceerd in 1867 door Morawitz.